# Rafael Bogaerts
Rafael Bogaerts, född 16 augusti 1993, är en belgisk basketspelare. 
Bogaerts deltog vid olympiska sommarspelen 2020 och var en del av Belgiens lag som slutade på fjärde plats i tremannabasket.